# رشتیان
رشتیان، روستایی از توابع بخش مرکزی شهرستان کنگاور در استان کرمانشاه ایران است.

## جمعیت
این روستا در دهستان فش قرار دارد و براساس سرشماری مرکز آمار ایران در سال ۱۳۸۵، جمعیت آن ۱۹۳ نفر (۴۷خانوار) بوده‌است.

## آثار باستانی
با گذر از جاده‌های پرپیچ و خم و عبور از جوار کوه‌های سربه فلک کشیده، در روستای رشتیان قلعه‌ای قرار گرفته که سری از اسرار گذشته این خطه را در سینه پنهان کرده است. این قلعه که در سالیان دور منزلگاه صاحبان قدرت بوده اینک یادگاریست که در درون خود داستانها و افسانه‌های بسیاری را مدفون کرده است.
تپه علی محمد خان در روستای رشتیان (حدود ۲۰ کیلومتری شهرستان کنگاور) واقع شده است. این قلعه در مرکز روستا قرار دارد و دیگر خانه‌های روستا در اطراف آن قرار گرفته‌اند. این قلعه مربوط به زمان‌های بسیار دور است که چندین بار تخریب شده و مالکان و خان‌زادگان بعدی روستا در همان مکان قلعه جدید را بنا می‌کردند.